# Путь Ильича (Ленинский район)
Путь Ильича — посёлок в Ленинском районе Волгоградской области, административный центр Ильичёвского сельского поселения.
Население — 724 (2010)

## Общая физико-географическая характеристика
Посёлок расположен в полупустынной зоне, в пределах Прикаспийской низменности, на высоте 20 метров выше уровня моря. Через посёлок проходит Ленинский канал, имеется пруд. Особенностью местности является наличие невысоких бугров и западин. Почвы — солонцы луговатые (полугидроморфные).
По автомобильной дороге расстояние до областного центра города Волгограда составляет 110 км, до районного центра города Ленинска — 51 км. Ближайшие населённые пункты: в 5 км к югу расположен посёлок Степной, в 9 км к северу — посёлок Тракторострой.
Климат
Климат резко-континентальный, засушливый (согласно классификации климатов Кёппена-Гейгера — Dfa). Среднегодовая температура воздуха положительная и составляет + 8,1 °C, средняя температура самого холодного месяца января — 8,1 °C, самого жаркого месяца июля + 24,3 °C. Расчётная многолетняя норма осадков — 353 мм. Наименьшее количество осадков выпадает в марте (21 мм), наибольшее в июне (39 мм)

## История
Предположительно основан в период коллективизации как центральная усадьба колхоза «Путь Ильича». По состоянию на 1 января 1936 года колхоз «Путь Ильича» относился к Будённовскому сельсовету и входил в состав Ленинского района Сталинградского края.
Решением Сталинградского облисполкома от 24 октября 1957 года № 23/591 Буденновский сельсовет был переименован в Степновский (с 1963 по 1965 год входил в состав Среднеахтубинского района). Решением Волгоградского облисполкома от 02 сентября 1967 года № 22/1151 центр Степновского сельсовета был перенесен из посёлка Степной в посёлок Путь Ильича. В 1968 году из состава Степновского сельсовета был выделен Зоринский сельсовет. В 1975 году Степновский сельсовет был переименован в Ильичевский, Зоринский в Степновский

## Население
| 1987  | 2002 |
| ----- | ---- |
| ≈ 740 | 958  |

| 2010 |
| ---- |
| 724  |